# Sat finder

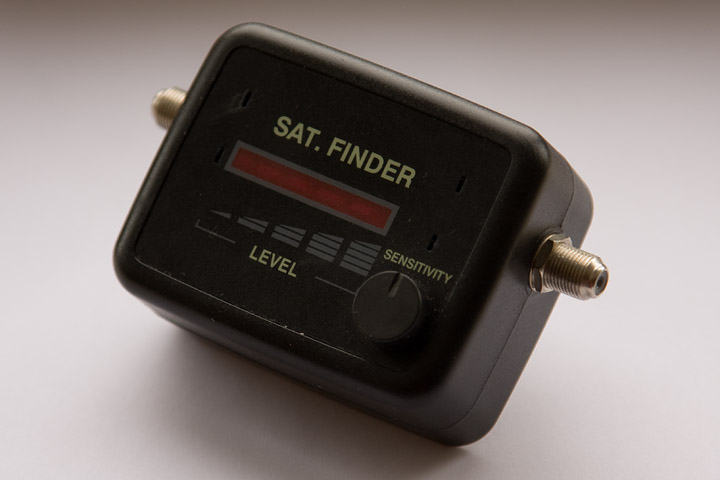
Sat finder

Een sat finder is een satelliet-veldsterktemeter om een satellietschotel precies uit te richten op communicatiesatellieten in een geostationaire baan.
Een sat finder is meestal uitgerust met een meter en een gevoeligheidsknop. Door de (schotel-)antenne op de satelliet te richten, slaat de meter uit. Hierna kan de gevoeligheid worden aangepast om preciezer uit te richten. Een sat finder dient geplaatst te worden tussen de Low Noise Blockconverter (LNB) en de ontvanger.